# جون كولمان (موزع)
جون كولمان (بالإنجليزية: John Coleman)‏ هو موزع بريطاني، ولد في 9 أغسطس 1934.

## وصلات خارجية
- جون كولمان على موقع IMDb (الإنجليزية)
- جون كولمان على موقع ديسكوغز (الإنجليزية)